# 海川路站
海川路站是青岛地铁2号线的地铁车站，位于中华人民共和国山东省青岛市崂山区香港东路与海川路交叉口西侧，于2017年12月10日开通。

## 车站结构
海川路站位于香港东路与海川路交叉口西侧，沿香港东路设置，呈东西走向，为地下两层岛式站台车站，车站长198米，标准段宽20.62米，车站地下一层为站厅层，地下二层为站台层，站台设置全高站台门。
| 地面              | 出入口 | A、B出入口 |
| 地下一层          | 站厅   | 客服中心、自动售票机、验票机                                                                                    |
| 地下二层          | 站台   | \| \| \| 2号线往四川路（轮渡）（海游路） \| \| 島式 · 開左邊车门 \| \| \| \| \| \| 2号线往李村公园（海安路） \| |
|                   |        | 2号线往四川路（轮渡）（海游路）                                                                                 |
| 島式 · 開左邊车门 |        | |
|                   |        | 2号线往李村公园（海安路）                                                                                       |

## 出入口
海川路站共设2个出入口，各出口及周围设施如下所示：
| 编号                | 指示                       | 建议前往的目的地 | 图片 |
| ------------------- | -------------------------- | ---------------- | ---- |
| A · 出口 · （设有） | 香港东路(北)，青大三路(东) | 凯旋山庄         |      |
| B · 出口            | 香港东路(南)，海川路       | 亚麦花园         |      |
| 图例： 设有         |                            |                  |      |

## 接驳交通

### 公交车
- 海川路：37路，37路崂山六中区间，37路栲栳岛区间，102路环行，125路，321路环行，382路，632路环行

## 车站历史
本站工程名与正式站名均为海川路站，以车站东侧的海川路命名。
- 2017年12月10日，车站随2号线一期东段通车开通[1]。